# Matriz mitocondrial

Matriz mitocondrial en la imagen de una mitocondria

En la mitocondria, la matriz es el espacio dentro de la membrana interna. La palabra "matriz" proviene del hecho de que este espacio es viscoso, en comparación con el citoplasma relativamente acuoso. La matriz mitocondrial contiene el ADN de la mitocondria, los ribosomas, las enzimas solubles, las pequeñas moléculas orgánicas, los cofactores de nucleótidos y los iones inorgánicos. Las enzimas de la matriz facilitan las reacciones responsables de la producción de ATP, como el ciclo del ácido cítrico, la fosforilación oxidativa, la oxidación del piruvato y la beta oxidación de los ácidos grasos.
La composición de la matriz, basada en sus estructuras y contenidos, produce un entorno que permite que las vías anabólicas y catabólicas se desarrollen favorablemente. La cadena de transporte de electrones y las enzimas de la matriz desempeñan un papel importante en el ciclo del ácido cítrico y la fosforilación oxidativa. El ciclo del ácido cítrico produce NADH y FADH2 a través de la oxidación que se reducirá en la fosforilación oxidativa para producir ATP.
El compartimento citosólico, espacio intermembrana, tiene un contenido de agua de 3,8 μL/mg de proteína, mientras que la matriz mitocondrial 0,8 μL/mg de proteína. No se sabe cómo las mitocondrias mantienen el equilibrio osmótico a través de la membrana mitocondrial interna, aunque la membrana contiene acuaporinas que se cree que son conductos para el transporte regulado de agua. La matriz mitocondrial tiene un pH de alrededor de 7,8, que es más alto que el pH del espacio intermembranal de las mitocondrias, que es de alrededor de 7,0-7,4. El ADN mitocondrial fue descubierto por Nash y Margit en 1963. En la matriz mitocondrial hay entre una y varias cadenas dobles de ADN, principalmente circulares. El ADN mitocondrial representa el 1% del ADN total de una célula. Es rico en guanina y citosina. Las mitocondrias de los mamíferos tienen ribosomas 55s.

## Composición

### Metabolitos
La matriz alberga una amplia variedad de metabolitos involucrados en procesos dentro de la matriz. El ciclo del ácido cítrico incluye acil-CoA, piruvato, acetil-CoA, citrato, isocitrato, α-cetoglutarato, succinil-CoA, fumarato, succinato, L- malato y oxaloacetato. El ciclo de la urea utiliza L-ornitina, carbamoil fosfato y L -citrulina. La cadena de transporte de electrones oxida las coenzimas NADH y FADH2 . La síntesis de proteínas utiliza ADN, ARN y ARNt mitocondriales. La regulación de procesos utiliza iones (Ca2+/K +/Mg+). Metabolitos adicionales presentes en la matriz son CO2 , H2O, O2 , ATP, ADP, y Pi.

### Enzimas
Las enzimas actúan en varios procesos que tienen lugar en la matriz. El ciclo del ácido cítrico es facilitado por piruvato deshidrogenasa, citrato sintasa, aconitasa, isocitrato deshidrogenasa, α-cetoglutarato deshidrogenasa, succinil-CoA sintetasa, fumarasa y malato deshidrogenasa. El ciclo de la urea es facilitado por la carbamoil fosfato sintetasa I y la ornitina transcarbamilasa. La β-oxidación utiliza piruvato carboxilasa, acil-CoA deshidrogenasa y β-cetotiolasa. Las transaminasas facilitan la producción de aminoácidos. El metabolismo de los aminoácidos está mediado por proteasas, como la proteasa de presecuencia.

### Componentes de la membrana interna
La membrana interna es una bicapa de fosfolípidos que contiene los complejos de la fosforilación oxidativa. que contiene la cadena de transporte de electrones que se encuentra en las crestas de la membrana interna y consta de cuatro complejos proteicos y la ATP sintasa. Estos complejos son el complejo I (NADH:coenzima Q oxidorreductasa), el complejo II (succinato:coenzima Q oxidorreductasa), el complejo III (coenzima Q: citocromo c oxidorreductasa) y el complejo IV (citocromo c oxidasa).

### Control de la membrana interna sobre la composición de la matriz
La cadena de transporte de electrones se encarga de establecer un gradiente de pH y electroquímico que facilita la producción de ATP mediante el bombeo de protones. El gradiente también proporciona el control de la concentración de iones como el Ca2+ impulsado por el potencial de la membrana mitocondrial. La membrana sólo permite que entren en la matriz moléculas no polares, como el CO2 y el O2, y pequeñas moléculas polares no cargadas, como el H2O. Las moléculas entran y salen de la matriz mitocondrial a través de proteínas de transporte y transportadores de iones. A continuación, las moléculas pueden salir de la mitocondria a través de la porina. Estas características atribuidas permiten controlar las concentraciones de iones y metabolitos necesarias para la regulación y determinan la tasa de producción de ATP.

## Procesos

### Ciclo del ácido cítrico
Tras la glucólisis, el ciclo del ácido cítrico se activa con la producción de acetil-CoA. La oxidación del piruvato por la piruvato deshidrogenasa en la matriz produce CO2, acetil-CoA y NADH. La beta oxidación de los ácidos grasos sirve como una vía catabólica alternativa que produce acetil-CoA, NADH y FADH2. La producción de acetil-CoA inicia el ciclo del ácido cítrico, mientras que las coenzimas producidas se utilizan en la cadena de transporte de electrones.

La síntesis de ATP vista desde la perspectiva de la matriz. Las condiciones producidas por las relaciones entre las vías catabólicas (ciclo del ácido cítrico y fosforilación oxidativa) y la composición estructural (bicapa lipídica y cadena de transporte de electrones) de la matriz facilitan la síntesis de ATP.

Todas las enzimas para el ciclo del ácido cítrico están en la matriz (por ejemplo, citrato sintasa, isocitrato deshidrogenasa, α-cetoglutarato deshidrogenasa, fumarasa y malato deshidrogenasa ) excepto la succinato deshidrogenasa que se encuentra en la membrana interna y es parte del complejo proteico II en la cadena de transporte de electrones . El ciclo produce coenzimas NADH y FADH2 a través de la oxidación de carbonos en dos ciclos. La oxidación de NADH y FADH2 produce GTP a partir de succinil-CoA sintetasa.

### Fosforilación oxidativa
El NADH y el FADH2 se producen en la matriz o se transportan a través de porinas y proteínas transportadoras para someterse a la oxidación mediante la fosforilación oxidativa. El NADH y el FADH2 se oxidan en la cadena de transporte de electrones transfiriendo un electrón para regenerar NAD+ y FAD. Los protones son arrastrados al espacio intermembrana por la energía de los electrones que pasan por la cadena de transporte de electrones. Finalmente, el oxígeno de la matriz acepta cuatro electrones para completar la cadena de transporte de electrones. Los protones vuelven a la matriz mitocondrial a través de la proteína ATP sintasa. La energía se utiliza para hacer girar la ATP sintasa que facilita el paso de un protón, produciendo ATP. Una diferencia de pH entre la matriz y el espacio intermembrana crea un gradiente electroquímico por el que la ATP sintasa puede pasar un protón a la matriz de forma favorable.

### Ciclo de la urea
Los dos primeros pasos del ciclo de la urea tienen lugar dentro de la matriz mitocondrial de las células del hígado y el riñón. En el primer paso, el amoníaco se convierte en carbamoil fosfato mediante la inversión de dos moléculas de ATP. Este paso es facilitado por la carbamoil fosfato sintetasa I. El segundo paso facilitado por la ornitina transcarbamilasa convierte carbamoil fosfato y ornitina en citrulina. Después de estos pasos iniciales, el ciclo de la urea continúa en el espacio de la membrana interna hasta que la ornitina vuelve a entrar en la matriz a través de un canal de transporte para continuar los primeros pasos dentro de la matriz.

### Transaminación
El α-cetoglutarato y el oxaloacetato se pueden convertir en aminoácidos dentro de la matriz mediante el proceso de transaminación . Estas reacciones son facilitadas por las transaminasas para producir aspartato y asparagina a partir de oxaloacetato. La transaminación de α-cetoglutarato produce glutamato, prolina y arginina . Luego, estos aminoácidos se utilizan dentro de la matriz o se transportan al citosol para producir proteínas.

### Regulación
La regulación dentro de la matriz está controlada principalmente por la concentración de iones, la concentración de metabolitos y la carga energética. La disponibilidad de iones como el Ca2+ controla varias funciones del ciclo del ácido cítrico. En la matriz activa la piruvato deshidrogenasa, la isocitrato deshidrogenasa y la α-cetoglutarato deshidrogenasa, lo que aumenta la velocidad de reacción en el ciclo. La concentración de intermediarios y coenzimas en la matriz también aumenta o disminuye la tasa de producción de ATP debido a los efectos anapleróticos y catapleróticos. El NADH puede actuar como inhibidor del α-cetoglutarato, la isocitrato deshidrogenasa, la citrato sintasa y la piruvato deshidrogenasa. La concentración de oxaloacetato, en particular, se mantiene baja, por lo que cualquier fluctuación en esta concentración sirve para impulsar el ciclo del ácido cítrico. La producción de ATP también sirve como medio de regulación al actuar como inhibidor de la isocitrato deshidrogenasa, la piruvato deshidrogenasa, los complejos proteicos de la cadena de transporte de electrones y la ATP sintasa. El ADP actúa como activador.

### Síntesis de proteínas
La mitocondria contiene su propio conjunto de ADN utilizado para producir las proteínas que se encuentran en la cadena de transporte de electrones. El ADN mitocondrial sólo codifica unas trece proteínas que se utilizan para procesar los transcritos mitocondriales, las proteínas ribosómicas, el ARN ribosómico, el ARN de transferencia y las subunidades proteicas que se encuentran en los complejos proteicos de la cadena de transporte de electrones.